# 愛はエネルギー
「愛はエネルギー」（あいはエネルギー）は松原みきの2枚目のシングルである。1979年12月5日にキャニオン・レコード内のレーベルSEE-SAWからシングルレコードがリリースされた。

## 概要
松原みきの2ndシングル。デビュー・シングル「真夜中のドア〜Stay With Me」と同様に作詞を三浦徳子、作曲・編曲は林哲司が手掛けている。西友のキャンペーンソングとして関東地方などで松原本人が出演したコマーシャルが放映された。この為ジャケットは販売地域によってキャンペーンソング記載の有無による2種類がある。
本作の発売から2年後に出された7枚目のシングル「Jazzy Night」のB面曲として再度収録されている。

## 収録曲
1. 愛はエネルギー
作詞：三浦徳子 / 作曲・編曲：林哲司
2. Fancy Free
作詞：中里綴 / 作曲・編曲：芳野藤丸

## 参加ミュージシャン
1. 渋井博(キーボード)、後藤次利(エレキベース)、林立夫(ドラム)、今剛(エレキギター)、斎藤ノブ(パーカッション)

## 収録アルバム
- POCKET PARKほか ベストアルバムなど。
- 松原みきオムニバスアルバム・コンピレーションアルバム収録曲一覧参照。